# Belagerung von Paris (1590)

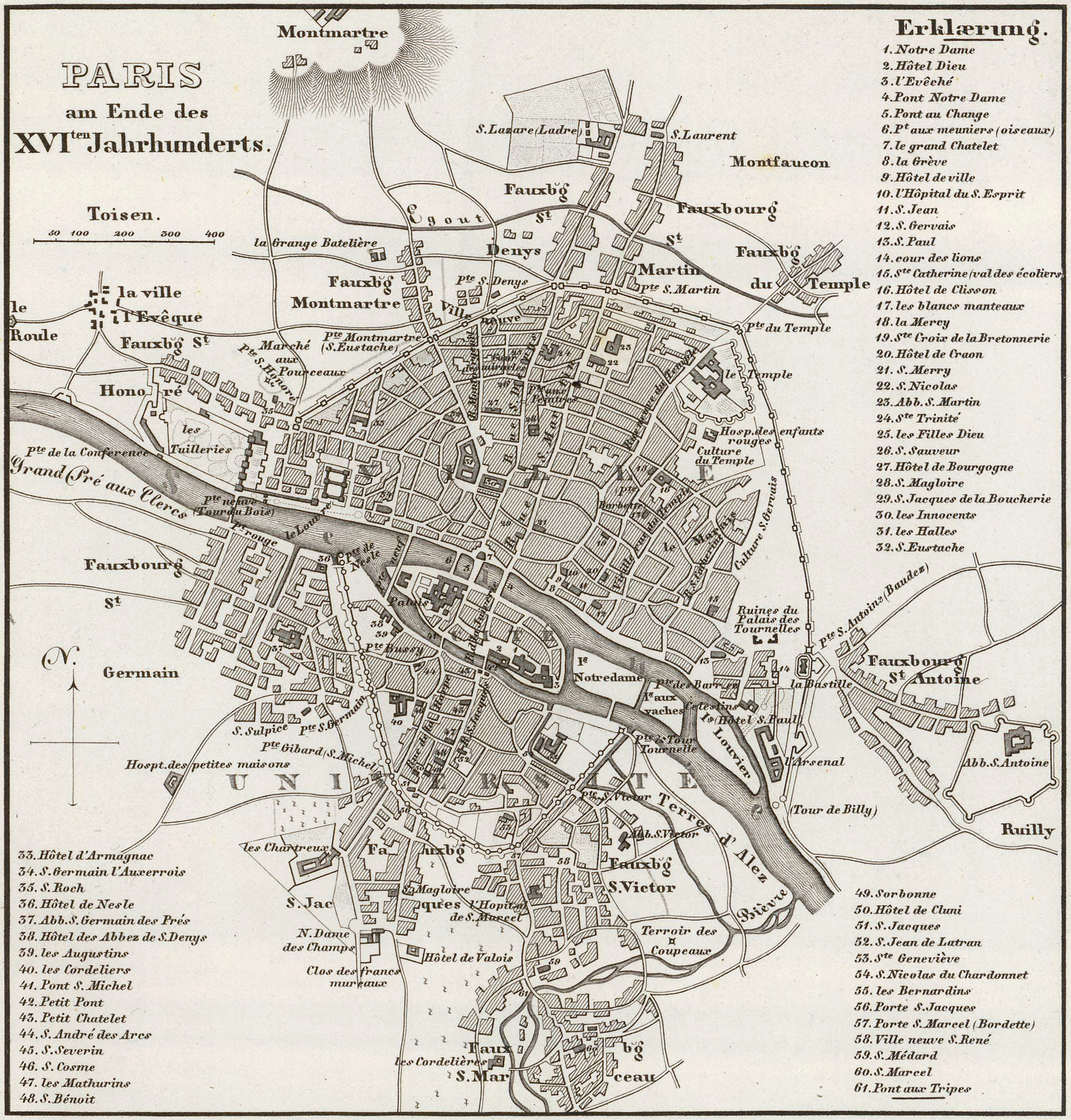
Plan von Paris am Ende des 16. Jahrhunderts

Die Belagerung von Paris von 1590 fand im Rahmen des Achten Hugenottenkriegs statt, bei der es der französischen königlichen Armee unter König Heinrich IV. trotz der Unterstützung durch die Protestanten nicht gelang, die von der Katholischen Liga besetzte Stadt Paris zu erobern. Die Belagerung wurde schließlich durch eine internationale katholische Armee unter dem Kommando von Alessandro Farnese aufgehoben.

## Hintergrund
Nach seinem Sieg über die katholischen Kräfte unter dem Kommando von Charles II. de Lorraine, duc de Mayenne, und Charles de Lorraine, duc d’Aumale in der Schlacht bei Ivry am 14. März 1590 marschierte Heinrich IV. auf sein Hauptziel Paris, dessen Besitz seinen Anspruch auf die französische Krone festigen würde. Die Stadt war von einer Mauer umgeben und zu dieser Zeit von 200.000 bis 220.000 Menschen bewohnt.

## Belagerung
Am 7. Mai schloss Heinrichs Armee die Stadt ein, verhängte eine Blockade und brannte Windmühlen nieder, um zu verhindern, dass Lebensmittel nach Paris gelangen konnten. Heinrich IV. hatte zu diesem Zeitpunkt nur 12.000 bis 13.000 Soldaten in der Nähe, denen rund 30.000 Verteidiger, hauptsächlich Milizionäre, gegenüberstanden. Aufgrund der begrenzten Menge an schwerem Belagerungsgerät in Heinrichs Zugriff, wurde angenommen, dass die katholische Stadt nur durch Hunger gezwungen werden konnte, sich zu ergeben. Die Verteidigung der Stadt wurde in die Hände des jungen Charles Emmanuel, Herzog von Nemours, gelegt.
Heinrich richtete seine Artillerie auf den Hügeln von Montmartre ein und bombardierte von dort aus die Stadt. Im Juli konnte seine Truppe durch Verstärkungen auf 25.000 Mann erhöht werden und bis August hatte er alle Vororte außerhalb der Stadtmauern überrannt. Heinrich versuchte, die Übergabe von Paris zu verhandeln, aber seine Bedingungen wurden abgelehnt und die Belagerung fortgesetzt.
Am 30. August erreichte die Stadt die Nachricht, dass eine spanisch Entsatzarmee unter Farneses Kommando unterwegs war, die dann in der Lage war, den Belagerungsring zu durchbrechen und Lebensmittel in die Stadt zu bringen. Nachdem ein letzter Angriff auf die Stadtmauern fehlgeschlagen war, brach Heinrich die Belagerung im September ab und zog sich zurück. Schätzungsweise 40.000 bis 50.000 Einwohner der Stadt starben während der Belagerung, die meisten verhungerten.

## Nachwirkungen
Nach wiederholten Fehlschlägen bei seinen Versuchen, Paris einzunehmen, tat Heinrich IV. seinen Ausspruch „Paris ist eine Messe wert“ und konvertierte zum Katholizismus. Die kriegsmüden Pariser schalteten die Hardliner der Katholischen Liga ein, die den Konflikt auch nach Heinrichs Übertritt zum Katholizismus fortsetzten. Erst 1593 ließen die Bürger den ehemals protestantischen Heinrich in die Stadt, im Jahr darauf wurde er zum König von Frankreich gekrönt. Später erließ er das Edikt von Nantes, um den religiösen Streit zu beenden, der das Land auseinandergerissen hatte.